# کسی هست؟ اجرای زنده دیوار ۸۱–۱۹۸۰
| بررسی انتقادی | بررسی انتقادی |
| منبع          | رتبه‌بندی      |
| ------------- | ------------- |
| آل‌میوزیک      | [ ۱ ]         |
| ان‌ام‌ای        | (۵/۱۰)        |
| رولینگ استون  | [ ۳ ]         |

کسی هست؟ دیوار زنده ۱۹۸۱-۱۹۸۰ (به انگلیسی: Is There Anybody Out There? The Wall Live 1980–81) نام یک آلبوم زنده از گروه موسیقی پراگرسیو راک بریتانیایی، پینک فلوید، است. این آلبوم در مارس سال ۲۰۰۰ منتشر شد.
این آلبوم در واقع اجرای زنده‌ای از آلبوم دیوار می‌باشد که در سال‌های ۱۹۸۰ و ۱۹۸۱ اجرا شده‌است. در روی جلد آلبوم ماسکی از چهار عضو گروه پینک فلوید نشان داده شده‌است که بر روی یک دیوار سیاه چسبانده شده‌است.

## آهنگ‌ها

### دیسک اول
1. ام سی:اتموس
2. به شخصه؟
3. یخ نازک
4. آجری دیگر در دیوار (بخش اول)
5. شادترین روزهای زندگی‌های ما
6. آجری دیگر در دیوار (بخش دوم)
7. مادر
8. بدرود آسمان صاف
9. فضاهای خالی
10. اکنون باید چه کنیم؟
11. شهوت تازه
12. یکی از نوبت‌های من
13. اکنون مرا ترک نکن
14. آجری دیگر در دیوار (بخش سوم)
15. چند آجر آخر
16. بدرود دنیای ظالم

### دیسک دوم
1. آهای تو
2. کسی هست؟
3. کسی خانه نیست
4. وِیرا
5. بچه‌ها را به خانه بازگردانید
6. بی‌حس و راحت
7. نمایش باید ادامه یابد
8. ام سی:اتموس
9. به شخصه
10. بدو بزن به چاک
11. در انتظار کرم‌ها
12. بس است
13. محاکمه
14. بیرون دیوار

## نمودار فروش
| سال  | نمودار                            | مکان |
| ---- | --------------------------------- | ---- |
| ۲۰۰۰ | جدول موسیقی آلبوم‌های بریتانیا     | ۱۵   |
| ۲۰۰۰ | بیلبورد ۲۰۰                       | ۱۹   |
| ۲۰۰۰ | بیلبورد'ها- آلبوم‌های برتر اینترنت | ۱    |
| ۲۰۰۰ | نمودارهای نروژ                    | ۲    |

## اعضای مشارکت کننده در این آلبوم
1. دیوید گیلمور-خواننده و گیتار
2. راجر واترز-گیتار بیس، گیتار آکوستیک، خواننده
3. ریچارد رایت-کیبورد، خواننده
4. نیک میسن-درام، پرکاشن